# 馬福祥
馬 福祥（ば ふくしょう）は清末民初の軍人。馬家軍の有力頭領である。字は雲亭。回族出身。子に馬鴻逵。

## 人物・生涯

### 清末民初の台頭
農業・商業を兼業していた家庭に生まれる。馬福祥は、幼い頃はモスクで学問を積んだ。14歳の頃から武術の訓練を開始し、1897年（光緒23年）、武挙の郷試に及第する。以後、軍歴を重ね、1906年（光緒32年）、西寧鎮総兵に昇進した。1910年（宣統2年）、建威将軍位を授かり、西路巡防統領として蘭州に駐屯した。
辛亥革命勃発の際には、馬福祥は基本的に傍観の態度をとり、袁世凱が中華民国臨時大総統となると、これに服属した。1912年（民国元年）5月、北京政府から寧夏鎮総兵に任命され、「昭武軍」と呼ばれる軍を率いた。白朗討伐などで功績をあげ、寧夏の秩序を維持する。

### 北方各派の間で
1920年（民国9年）7月、安直戦争が勃発すると、安徽派の甘粛督軍張広建を駆逐する「甘人治甘」運動に与した。張の失脚後、馬は甘粛督軍の地位を狙ったが、陸洪濤ら漢族軍人たちとの対立を引き起こしてしまう。結局北京政府の調停により、蔡成勲が後任の甘粛督軍となった。馬は代わりに綏遠都統に任命されているが、これに不満を抱き、さらに陸との対立も激化して、双方の衝突に至った。最終的に、子の馬鴻逵が代理寧夏護軍使となることで馬福祥も妥協し、綏遠へ赴任した。
その後、直隷派と奉天派の対立では、両面的な態度をとる。しかし、1924年（民国13年）9月の第2次奉直戦争では、当初直隷派に属し、馮玉祥率いる第3路軍に加わった。馮による北京政変（首都革命）では、馮に追随して、直隷派を撃破している。以後、馮率いる国民軍との協調姿勢をとったが、馬福祥は、次第に各種権限を剥奪されていった。1925年（民国14年）に西北辺防会弁へ異動させられている。

### 国民政府での活動
国民政府による北伐が完了すると、馬福祥は蔣介石に接近し、中国国民党中央候補執行委員などの地位に就いた。以後の馬福祥は、蔣に依拠し、馬鴻逵の軍事・政治権力の拡大に専念した。馬福祥自身も1929年（民国18年）11月に青島市長に就いている。1930年（民国19年）3月、安徽省政府主席に就任する。同年10月には、蒙蔵委員会委員長に異動した。
1932年（民国21年）8月19日、北平にて死去。享年57歳。

### 治績
馬福祥は、軍人・政治家として活動する一方で、教育・文化事業にも貢献した。回族のための小学などイスラム教系学校を各地に建設することに尽力している。民国5年（1916年）には、寧夏に初の公共図書館を建設し、地方志の編纂や貴重古典籍の保護にも努めた。